# Прапор Новомиргородського району
Пра́пор Новоми́ргородського райо́ну був затверджений рішенням XX сесії Новомиргородської районної ради XXIII скликання від 10 січня 2002 року № 483.
Автор — В. Русецький.

## Опис прапора
Прямокутне полотнище зі співвідношенням сторін 2:3, яке складається з двох горизонтальних смуг — червоної, шириною у 2/3 ширини прапора, та жовтої, шириною у 1/3 ширини прапора; на червоній смузі, біля древка, білий голуб у кільці з двадцяти двох жовтих п'ятипелюсткових квіток.

## Пояснення символіки
Червоне поле символізує основну територію району, яка довгий час була пов'язана з військовими поселеннями — в період Нової Сербії (1752–1764), Чорного гусарського полку (1764–1776), інших полків (1764–1783), Південних військових поселень (1820–1863).
Жовта смуга символізує територію колишнього Златопільського району, яка в 1959 році була приєднана до Новомиргородського району.
Білий голуб символізує мирний характер подальшого розвитку території району, а також перегукується з його назвою.
Двадцять дві жовті п'ятипелюсткові польові квітки засвідчують кількість територіальних громад у сучасному адміністративно-територіальному устрої Новомиргородського району.

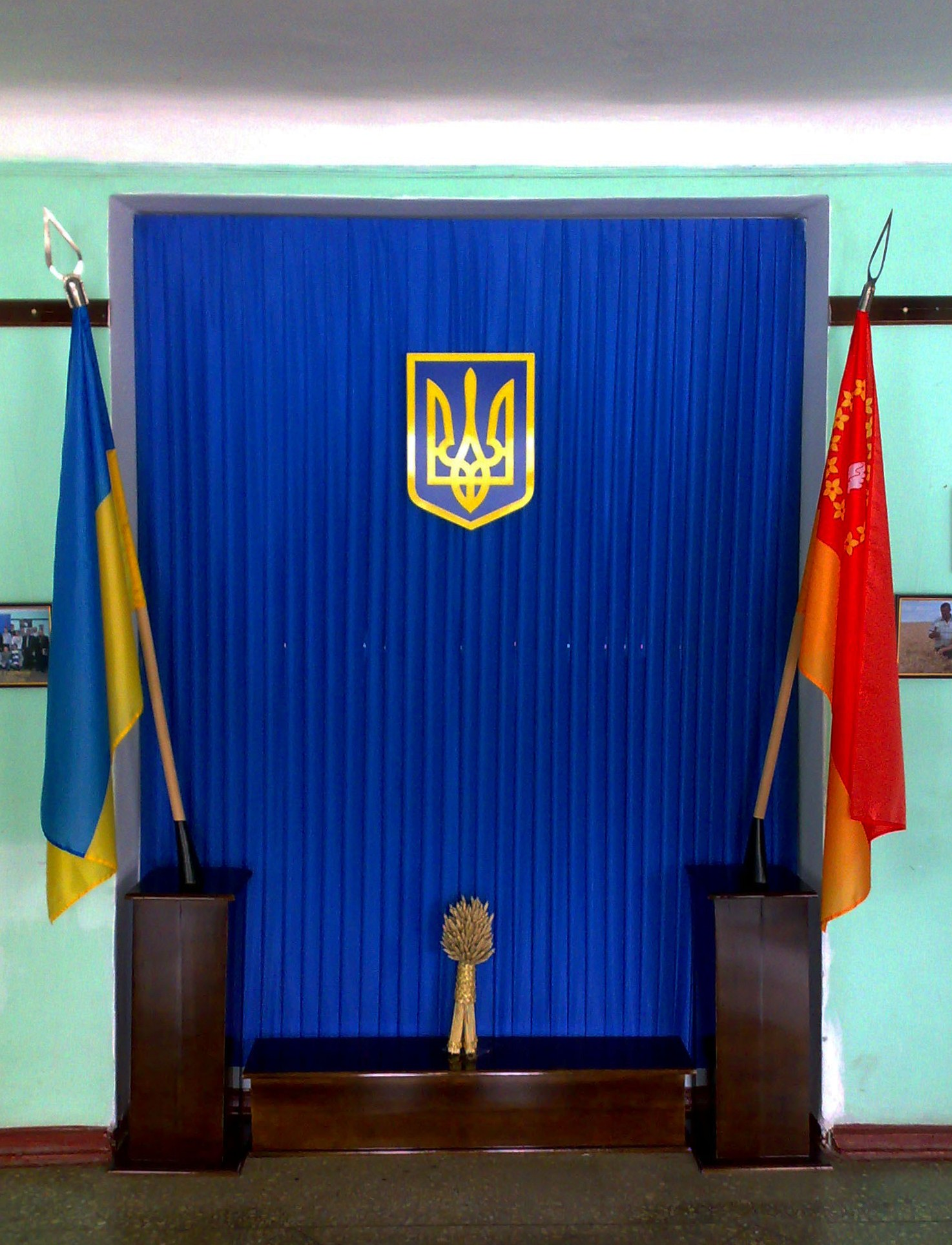
Прапор району в холі Новомиргородської РДА